# Boulder
O boulder é uma das modalidades da escalada em rocha, praticada sem o uso dos equipamentos de segurança convencionais como cordas e mosquetões.

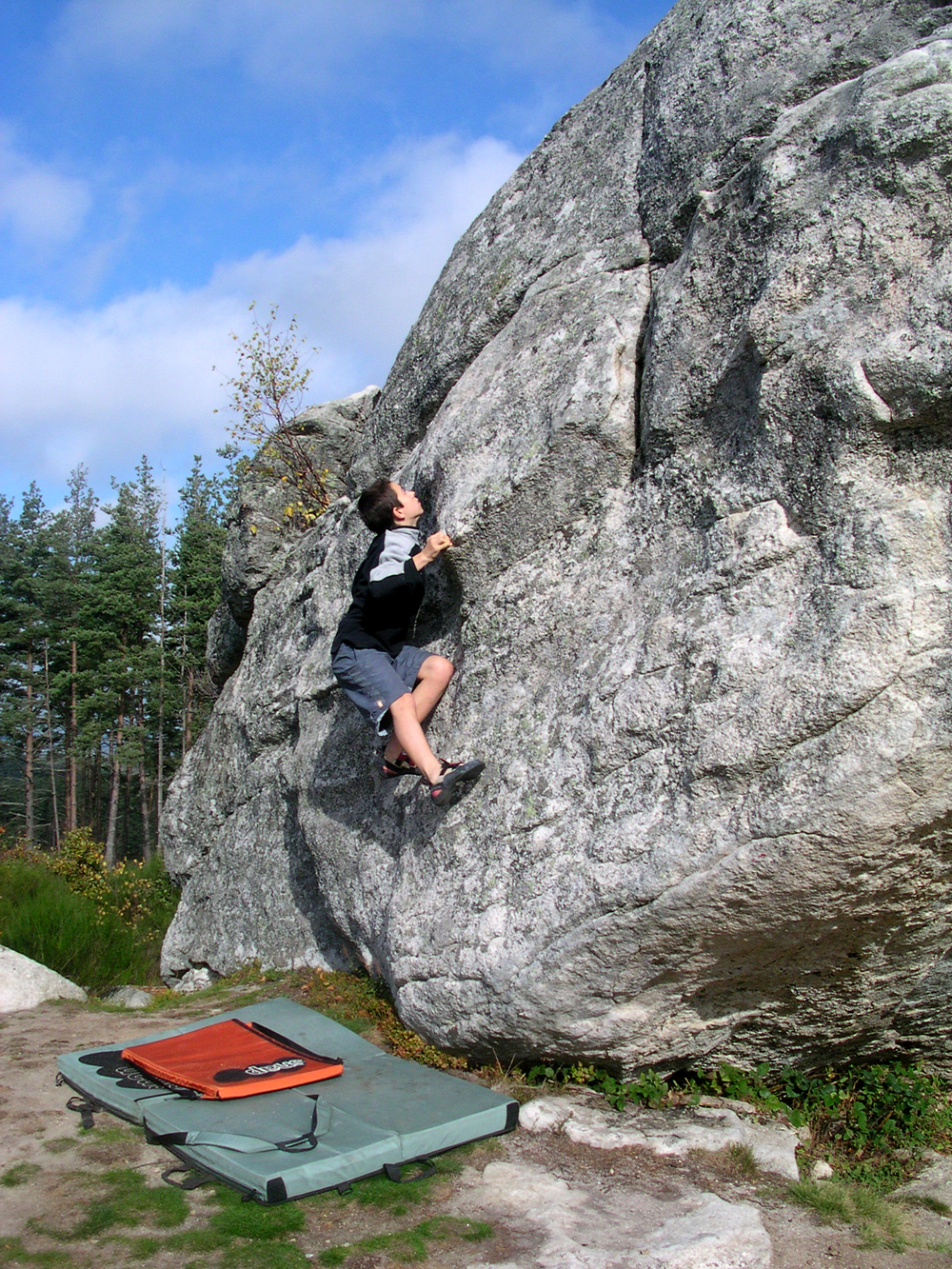
Praticando "boulder" em Saint Just, departamento de Cantal, França

O boulder consiste em escalar pequenos blocos de pedras, geralmente com altura não superior a 6 metros, onde os movimentos para finalizar o boulder são geralmente de extrema dificuldade técnica e exigem força.
Outra particularidade do boulder é que as vias feitas nesses blocos de pedras são chamados de "problemas" ou "problemas de boulder", diferente da escalada tradicional ou esportiva onde temos "vias".
Para a prática de boulder é necessário sapatilhas, carbonato de magnésio (para as mãos) Crash Pad e um segurança de corpo (spot).
O segurança de corpo é uma pessoa cujo papel é fazer com que o escalador caia em pé em cima do crash pad, isso dá-se pois muitas vezes o escalador pode cair de mau jeito e mesmo em cima de um crash pad ele pode se machucar.
Alguns importantes locais para a prática de boulder no Brasil são Conceição do Mato Dentro - Salão de Pedras, Ubatuba, Sabará, Cocalzinho de Goiás , Pirenópolis, Florianópolis, Igatu - Chapada Diamantina, Andaraí, Serra Caiada, São Bento do Sapucaí e São Thomé das Letras que vem despontando atualmente.
No Brasil e no mundo existem competições de boulder, feitos muitas vezes indoor e algumas vezes na própria pedra, como o Ubatuboulder (Ubatuba) e o Ouroboulder (Ouro Preto).

## Graduação
Possui um sistema de graduação diferente da escalada esportiva, sendo dois sistemas os mais utilizados: Fountainebleu ou Francês e Hueco Tanks ou Americano. Atualmente os escaladores já encontraram boulders com graduação V16/8c+. A graduação ainda pode variar de um local para outro.